# Philotas (Satrap)
Philotas (altgriechisch Φιλώτας Philṓtas) war ein makedonischer Feldherr unter Alexander dem Großen und Satrap von Kilikien. 
Philotas familiärer Hintergrund ist unbekannt. Er ist nicht zu verwechseln mit Philotas, dem Sohn des Parmenion, inwiefern er mit dem Strategen Philotas identisch gewesen sein könnte, ist nicht festzustellen.
Er nahm am Asienfeldzug Alexanders als Befehlshaber (taxiarchos) einer Phalanx teil. Er ist vermutlich mit jenem Philotas identisch, der zusammen mit Ptolemaios 331 v. Chr. den Auftrag zur Ergreifung des Bessos erhielt. Im Jahr 323 v. Chr. wurde er wohl noch vor Alexanders Tod in Babylon mit der Statthalterschaft von Kilikien betraut, nachdem dort Balakros im Kampf gegen die revoltierenden Pisidier gefallen war. Im folgenden Jahr erhielt Philotas Unterstützung vom Heer der Veteranen unter Krateros, das gerade auf dem Rückmarsch Kilikien durchzog. Nachdem etwa zur selben Zeit die Nachricht vom Tod Alexanders in Babylon eintraf, zog der größte Teil der Veteranen eilends nach Makedonien weiter.
Philotas wurde in der Reichsordnung von Babylon durch den Reichsverweser Perdikkas als Satrap von Kilikien bestätigt, wurde aber schon 322 v. Chr. von Perdikkas des Amtes enthoben und durch Philoxenos ersetzt. Grund dafür war wohl seine Freundschaft zu Krateros, der im beginnenden ersten Diadochenkrieg ein Gegner von Perdikkas wurde.